# Södra Guluskär
Södra Guluskär är en ö i Åland (Finland). Den ligger i Skärgårdshavet och i kommunen Kökar i landskapet Åland, i den sydvästra delen av landet. Ön ligger omkring 54 kilometer öster om Mariehamn och omkring 220 kilometer väster om Helsingfors.
Öns area är 5,1 hektar och dess största längd är 390 meter i sydöst-nordvästlig riktning.
Runt Södra Guluskär är det glesbefolkat, med 11 invånare per kvadratkilometer.